# جون ينسن
جون ينسن (بالدنماركية: John "Faxe" Jensen)‏، من مواليد 3 مايو 1965 في كوبنهاغن في الدنمارك، لاعب كرة قدم دنماركي سابق، ومدرب كرة قدم حالي.
بدأ مسيرته الكروية مع نادي بروندبي في عام 1986، ولعب معهم حتى عام 1988، وفي عام 1988 انتقل إلى نادي هامبورغ الألماني، ولعب معهم حتى عام 1990، وشارك معهم في 47 مباراة، وفي عام 1990 انتقل إلى نادي بروندبي، ولعب معهم حتى عام 1992، وشارك في تلك الفترة في 44 مباراة وسجل 4 أهداف، وفي عام 1992 انتقل إلى نادي آرسنال الإنجليزي، ولعب معهم حتى عام 1996، وشارك في تلك الفترة في 97 مباراة وسجل هدف واحد، وفي عام 1996 انتقل إلى نادي بروندبي، ولعب معهم حتى عام 1999، وشارك معهم في 90 مباراة وسجل 3 أهداف، وفي عام 1999 انتقل إلى نادي هيرفولج، ولعب معهم حتى عام 2002، وشارك معهم في 40 مباراة.
و قد لعب مع منتخب الدنمارك لكرة القدم بين عامي 1987 و1995، وقد شارك معهم في 69 مباراة وسجل 4 أهداف.
و بين عامي 1999 و2002 كان يدرب نادي هيرفولج، وفي عام 2002 أصبح مساعدا للمدرب في نادي بروندبي حتى عام 2006.

## مسيرته الكروية
لعب جون ينسن خلال مسيرته الاحترافية مع 4 أندية في واحد وعشرون موسمًا وسجل خلالها 18 هدفًا ضمن 457 مباراة. حيث فاز في موسمين بالكأس وفي ثمانية مواسم بالدوري.
خاض جون ينسن مسيرته مع نادي بروندبي في عامي 1983-1985 في المرة الأولى ولمدة موسمين ثم في موسم 1990 ليلعب معه ستة مواسم ثم في موسم 1995–96 ليلعب معه أربعة مواسم، مشاركًا طوالها في 250 مباراة سجل خلالها 16 هدفًا. ثم انتقل إلى نادي هامبورغ في موسم 1988–89 ولمدة موسمين، حيث شارك في 47 مباراة ولم يسجل أي هدف. لينتقل بعدها إلى نادي أرسنال في موسم 1992–93 ليلعب معه أربعة مواسم، مشاركًا في 98 مباراة سجل خلالها هدفًا واحدًا. ثم انتقل إلى نادي هرفوليه في موسم 1999–00 واستمر معه طيلة ثلاثة مواسم، مشاركًا في 62 مباراة سجل خلالها هدفًا واحدًا أيضًا.

## روابط خارجية
- جون ينسن على موقع الاتحاد الأوربي (الإنجليزية)
- جون ينسن على موقع قاعدة بيانات كرة القدم.إي يو (الإنجليزية)
- جون ينسن على موقع بيانات كرة القدم. دي إي (الألمانية)
- جون ينسن على موقع ناشيونال فوتبول تيمز (الإنجليزية)
- جون ينسن على موقع Soccerbase.com (لاعب) (الإنجليزية)
- جون ينسن على موقع Soccerway.com (الإنجليزية)
- جون ينسن على موقع عالم كرة القدم.نت (الإنجليزية)
- جون ينسن على موقع كووورة